# Перевальський заказник
Перевальський — один з об'єктів природно-заповідного фонду Луганської області, загальнозоологічний заказник місцевого значення.
Територія постраждала під час військових дій. Додатково з цього питання інформація міститься у статті про екологічні наслідки війни на сході України

## Розташування
Загальнозоологічний заказник розташований між селищами міського типу Городище, Центральний, селом Малоіванівка і містом Зоринськ в Алчевському районі Луганської області. Координати: 48° 22' 00" північної широти, 38° 37' 30" східної довготи .

## Історія
Загальнозоологічний заказник місцевого значення «Перевальський» оголошений рішенням Луганської обласної ради народних депутатів № 13/12 від 31 серпня 2000 року. Первісна площа заказника становила 2 716,47 га. Рішенням Луганської обласної ради від 3 вересня 2010 р. N 37/34 його площа була збільшена на 131,88 га.
Під час російської збройної агресії проти України (2014–2015) на території заказника велися бойові дії, в результаті чого він був пошкоджений пожежами. Користуючись режимом окупації, відсутності контролюючих органів, різні особи розпочали використання природних ресурсів на території заказника. Екологи виявили на цьому природохоронному об'єкті разом з іншими на Луганщині великі копанки, які являють собою великі відкриті кар'єри, розміром до десятків гектарів, що використовуються несанкціоновано для видобування вугілля.

## Загальна характеристика
Загальнозоологічний заказник «Перевальський» являє собою ділянку з типовим для Донецького кряжу лісостеповим ландшафтом. До складу заказника потрапила долина річки Білої з ярами, балками та міжбалковими вододілами. На лівому березі річки розташовані балки Чорнухіна і Кип'яча, на правому — балка Кузькіна. Найбільші площі в заказнику займають кам'янисті землі, пасовища та лісові землі.

## Ландшафтний склад
Степи — 67%,

умовно-природні ліси — 11%,

штучні ліси — 6%,

водойми — 0%,

орні землі — 14%,

населені пункти — 2%.

## Тваринний світ
На території заказника мешкають мисливські тварини, що потребують збереження та відновлення: сарна європейська, заєць сірий, тхір степовий, лисиця звичайна, борсук європейський, свиня дика, фазан, куріпка сіра, перепілка.